# Pristimantis kelephus
Espèce
Synonymes
- Eleutherodactylus kelephus Lynch, 1998
- Pristimantis kelephas (Lynch, 1998)

Statut de conservation UICN

 CR  : 
En danger critique
Pristimantis kelephus est une espèce d'amphibiens de la famille des Craugastoridae.

## Répartition
Cette espèce est endémique de la cordillère Occidentale en Colombie. Elle se rencontre dans les départements de Chocó et de Valle del Cauca entre 1 980 et 2 150 m d'altitude dans la cordillère Occidentale.

## Description
Les mâles mesurent de 15,8 à 21,3 mm et les femelles de 27,0 à 31,5 mm.

## Publication originale
- Lynch, 1998 : New species of Eleutherodactylus from the Cordillera Occidental of western Colombia with a synopsis of the distributions of species in western Colombia. Revista de la Academia Colombiana de Ciencias Exactas Fisicas y Naturales, vol. 22, no 82, p. 117-148 (texte intégral).